# La Pellerine, Mayenne

La Pellerine este o comună în departamentul Mayenne, Franța. În 2009 avea o populație de 301 de locuitori.